# Anne Elizabeth Darwin
Anne Elizabeth "Annie" Darwin (2 maart 1841 – 22 april 1851) was het tweede kind en de oudste dochter van Charles en Emma Darwin. Ze was een van de drie kinderen van de Darwins die stierven voor ze volwassen waren.
Annie kreeg in 1849 roodvonk, waarna het steeds slechter ging met haar gezondheid. Hoewel haar vader nog van alles probeerde, zoals een kuuroord in Great Malvern en hydrotherapie, stierf ze op haar tiende. Ze ligt begraven op het kerkhof van de Great Malvern Priory.
Onder meer wetenschapshistorica Janet Browne (Charles Darwin: Voyaging, 1995) en schrijver en verre nazaat van de Darwin-familie Randal Keynes (Annie's Box, 2001) schreven over haar. Laatstgenoemde naar aanleiding van een kistje dat hij vond, waarin Charles en Emma Darwin herinneringen aan Annie bewaarden.